# Lockerbie: A Search for Truth
Lockerbie: A Search for Truth är en brittisk historisk dramaserie som hade premiär på Sky Atlantic den 2 januari 2025. Serien som består av fem avsnitt är baserad på verkliga händelser.

## Handling
Den 21 december 1988 exploderade Pan Am Flight 103 över Lockerbie. 259 flygpassagerare och besättning dödades. Ytterligare 11 personer på marken förlorade livet när planet kraschade. Jim Swire som förlorande sin dotter utses till talesperson för de brittiska offrens familjer, som har förenats för att utkräva sanning och rättvisa.

## Rollista (i urval)
- Colin Firth - Jim Swire
- Catherine McCormack - Jane Swire
- Sam Troughton - Murray Guthrie
- Mark Bonnar - Roderick McGill
- Ardalan Esmaili - Abdelbaset al-Megrahi
- Mudar Abbara - Al Amin Khalifa Fhimah
- Guy Henry - Paul Channon